# Novedrate
Novedrate ist eine norditalienische Gemeinde (comune) in der Provinz Como in der Lombardei. 

## Lage und Einwohner
Die Gemeinde umfasst die Fraktion Villaggio San Giuseppe und liegt etwa 12,5 Kilometer südsüdöstlich von Como und grenzt unmittelbar an die Provinz Monza und Brianza. Die westliche Grenze bildet die Serenza, ein Nebenfluss des Seveso. Novedrate hat 2892 Einwohner (Stand 31. Dezember 2023).

## Geschichte
Erstmals urkundlich erwähnt wurde die Gemeinde 1017.

## Wirtschaft und Verkehr
Lange Zeit war Novedrate Firmensitz von IBM in Italien. Seit 2006 befindet sich in der Villa Caresana der Campus der privaten Università degli Studi eCampus.
In Novaedrate ist seit 1973 der Hauptsitz von B&B Italia, einer der führenden Hersteller von Designpolstermöbeln. Das Hauptgebäude wurde von den Architekten Renzo Piano und Richard Rogers entworfen. Das Gebäude besteht aus einer Einheit, die in einer Stahl- und Glasrohrstruktur aufgehängt ist, die die Architektur des berühmten Centre Pompidou in Paris vorwegnimmt, das später von denselben Architekten entworfen wurde.

## Sehenswürdigkeiten
- Pfarrkirche Santi Donato e Carpoforo (1902)[3]
- Villa Casana (1871)[4]

## Veranstaltung
- Mostra biennale internazionale del pizzo (Spitze)